# 制圧
| ウィキペディアには「制圧」という見出しの百科事典記事はありません（タイトルに「制圧」を含むページの一覧/「制圧」で始まるページの一覧）。 代わりにウィクショナリーのページ「制圧」が役に立つかもしれません。 |